# تاراس شوچنکو (فیلم)
تاراس شوچنکو (انگلیسی: Taras Shevchenko) یک فیلم زندگی‌نامه‌ای روسی دربارهٔ زندگی هنرمند مشهور اوکراینی تاراس شوچنکو است که در سال ۱۹۵۱ منتشر شد. از بازیگران این فیلم می‌توان به سرگئی باندارچوک و  یوگنی سامویلوف اشاره کرد.